# Cecilia Uddén
Cecilia Christina Louise Uddén, född 28 oktober 1960 i Stockholm, är en svensk journalist och programledare, verksam som utrikeskorrespondent, reporter och programledare vid Sveriges Radio.

## Biografi
Cecilia Uddén föddes som äldsta dotter till civilekonomen Per Olov Edvin Uddén och Sigrid Chatarina Öhlén-Johannsen. Hon bodde under sin uppväxt i Stockholm, Kairo och Bangkok. Efter gymnasiestudier på Norra Latin i Stockholm 1976–1979 studerade hon vid Stockholms universitet, där hon blev filosofie kandidat; hon har även genomgått en journalistutbildning vid Skurups folkhögskola. Uddén har även varit sommarvärd i P1:s Sommar 1991, 2011 och 2024.

### Karriär
Uddén var först redigerare på Sveriges Kommunistiska Partis tidning Gnistan. År 1998 började Uddén arbeta på Sveriges Radios kulturredaktion. Åren 1993–1998 var hon Sveriges Radios utrikeskorrespondent för Mellanöstern baserad i Kairo/Jerusalem. Åren 1998–2003 var hon radions utrikeskorrespondent i Washington DC. År 2004 startade Uddén radioprogrammet Konflikt, vilket hon programledde 2004–2005. Sedan hösten 2006 är Uddén åter Sveriges Radios utrikeskorrespondent i Mellanöstern, 2006–2011 baserad i Amman och från 2011 i Kairo.
År 2005 deltog Uddén som skribent i antologin Orientalism på svenska med texten ”Arabisk vår”. Boken utgavs i samarbete mellan Ordfront förlag och Re:Orient med stöd från Framtidens kultur. Uddén har fått en rad utmärkelser för sin journalistik.
PeÅ Holmquists och Suzanne Khardalians dokumentärfilm Camelen från 2014 handlar om Uddén.

### Kontroverser

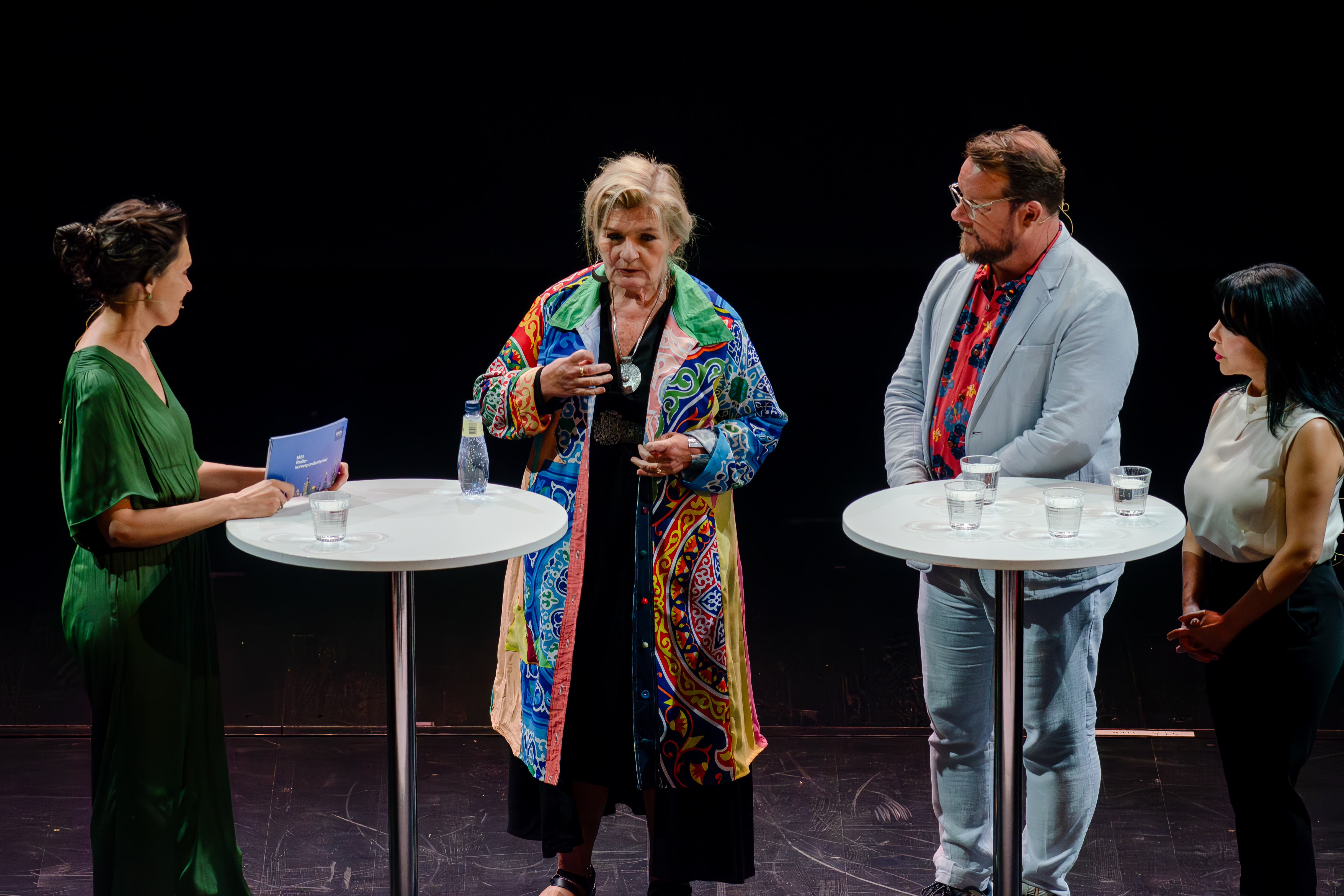
Cecilia Uddén på Kulturhuset Stadsteatern i Stockholm 2024, där hon bland annat visar upp den rock som skräddaren i Gaza, Farouk Shtewi, sydde upp till henne. Till höger om Uddén står utrikeskorrespondenterna Johan Mathias Sommarström och Samar Hadrous.

Ett uttalande hon fällde i en debatt i P1-morgon hösten 2004 om svenska mediers bevakning av presidentvalet i USA, då hon sade att Sveriges Radio inte behöver vara opartisk i förhållande till det amerikanska presidentvalet, ledde till att hon stängdes av från valbevakningen under två veckor samt till en intensiv debatt om SR:s eventuella partiskhet.
Uddén kritiserades i december 2011 av Dagens Nyheters politiske chefredaktör Peter Wolodarski för att ha fotograferat sig med två salafister hon intervjuat och håller om. Salafisterna hade under intervjun uttryckt stöd för stening till döds av kvinnor som har sex utanför äktenskapet. Bilden publicerades på Sveriges Radios webbplats. Uddén bemötte kritiken genom att poängtera att det rörde sig om två unga kvinnor och hävdade att hon antagligen inte skulle ha poserat på liknande sätt med högerextrema män.
I ett inslag i Morgonpasset i P3 i maj 2021 om den uppblossade konflikten mellan Hamas och Israel påstod Uddén felaktigt att Hamas inte skulle finnas med på EU:s terrorlista. Inslaget fälldes i Granskningsnämnden som menade att inslaget stred mot kravet på saklighet. Inslaget anmäldes kort efter att det sändes, men det dröjde tre månader innan SR gjorde ett beriktigande, vilket enligt nämnden var alltför sent för att kunna tillmätas betydelse.

### Familj
Uddén har varit gift med kulturjournalisten och översättaren Otto Mannheimer och de har två söner tillsammans, däribland journalisten Edgar Mannheimer. Senare hade hon en relation med Elisabeth Ohlson fram till Ohlsons död 2024.

## Priser och utmärkelser
- 1997 – Publicistklubbens Stora pris
- 1997 – Stora Journalistpriset[15]
- 2001 – Sveriges Radios språkpris[16]
- 2003 – Jolopriset[17]
- 2005 – Torgny Segerstedts frihetspenna[18]
- 2006 – Vilhelm Moberg-stipendiet
- 2010 – Cordelia Edvardsonpriset[19]
- 2011 – Stora Journalistpriset[20]
- 2014 – Filosofie hedersdoktor vid Humanistiska fakulteten vid Göteborgs universitet[21]
- 2017 – Publicistklubbens Stora pris
- 2019 – Anna Lindh-priset[22]
- 2024 - Pennskaftspriset [23]